# هرمان دو پورتالس
هرمان دو پورتالس (انگلیسی: Hermann de Pourtalès; ۳۱ مارس ۱۸۴۷ – ۲۸ نوامبر ۱۹۰۴) قایقران قایق بادبانی اهل سوئیس بود.